# In vino veritas

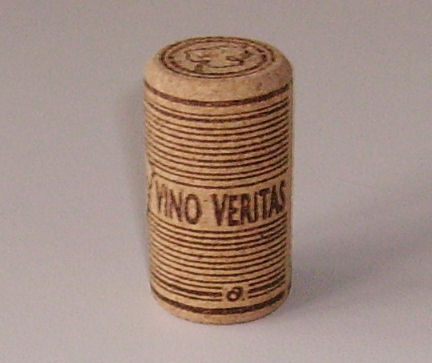
Proverbio

In vino veritas es un proverbio latino, cuyo significado podría traducirse como «en el vino está la verdad». También es conocida la frase «Ἐν οἴνῳ ἀλήθεια», procedente del griego, cuyo significado es el mismo. 
La frase completa sería «In vino veritas, in aqua sanitas» («En el vino está la verdad, en el agua la salud»).
El autor de la frase latina es Cayo Plinio Cecilio Segundo, más conocido como Plinio el Viejo, mientras que la frase griega se atribuye a Alceo de Mitilene.
El diálogo platónico El banquete pudo llevar como subtítulo este proverbio, según el cual relata una cena convocada como symposion por Agatón de Atenas, poeta griego, para celebrar su primer triunfo literario. Esto suponía un ritual donde los "comensales" bebían vino y competían entre sí pronunciando un discurso sobre el elogio al dios Eros.